# Ein Sommer in Kroatien
Ein Sommer in Kroatien ist ein österreichischer Liebesfilm aus dem Jahr 2012 von Holger Barthel mit Mimi Fiedler und Dennis Cubic in den Hauptrollen. Es handelt sich um die sechste Folge der Filmreihe Ein Sommer in ..., die an wechselnden Schauplätzen der Welt spielt. 
Die ORF-Erstausstrahlung des Films fand am 25. April 2012 im Programm von ORF 2 statt, im ZDF wurde der Film am 29. April 2012 erstmals gezeigt.

## Handlung
Ena ist eine junge Restaurantleiterin in Graz. Kurz vor ihrer Hochzeit sagt ihr Verlobter diese ab. In ihrem Liebeskummer findet Ena Briefe im Nachlass ihrer an Krebs verstorbenen Mutter. Diese stammen von ihrer Großmutter Karmela, die in Rovinji ein Fischrestaurant führt. Kurz entschlossen fährt Ena nach Kroatien, um dort ihren dreiwöchigen Urlaub zu verbringen. Bei ihrer Ankunft lernt sie den Fischer Matej kennen. Von Karmela, Onkel Luka, dem Taufpaten von Enas verstorbenem Vater Nikola, und der restlichen Verwandtschaft wird sie herzlich aufgenommen, während ihr ihre Tante Tereza distanziert gegenübertritt.
Matej zeigt ihr die Gegend, wobei sich beide näherkommen und eine Liebesbeziehung ihren Anfang nimmt. Allerdings fürchtet Matej, dass Ena nach ihrem Urlaub wieder nach Graz zurückkehren wird. Als Karmela wegen eines Beinbruchs ausfällt, überträgt sie die Verantwortung für das Restaurant an Ena. Tereza ist eifersüchtig, weil sie gehofft hatte, dass Karmela ihr das Restaurant übergeben werde, übernimmt aber die Küche, nachdem mit Karmela die Köchin ausgefallen ist und Ena nicht kochen kann. Tereza gibt Enas Mutter die Schuld am Unfalltod ihres Bruders Nikola, Enas Vater, weil sie ihn gezwungen haben soll, in der Nacht und bei Regen zu ihr zu fahren.
Ena kümmert sich um die Buchhaltung und findet heraus, dass das Geschäft rote Zahlen schreibt. Sie versucht Verträge und Preise neu zu verhandeln und ausstehende Rechnungen einzutreiben, stößt dabei aber auf Widerstand. Karmela entlässt sich selbst aus dem Krankenhaus und kehrt in die Küche ihres Restaurants zurück. Nachdem Karmela die Raten über mehrere Monate nicht bezahlt und die Mahnschreiben ignoriert hatte, droht nun die Versteigerung des Restaurants. Außerdem gesteht sie, dass sie sich die Schuld am Unfalltod ihres Bruders gibt, weil sie sich kurz davor gestritten hatten und er vor ihr geflüchtet sei. Enas Mutter hatte mit dem Unfalltod nichts zu tun.
Ena plant nach Graz zurückzukehren, Tereza kann sie allerdings überzeugen, dauerhaft in Rovinji und damit bei Matej zu bleiben, weil die Bank Ena als Geschäftsführerin akzeptieren würde. Die geplante Versteigerung des Restaurants kann verhindert werden, indem Familie und Stammgäste das Geld für die ausstehenden Forderungen gemeinsam auftreiben. Während Ena und Tereza das Restaurant übernehmen, begibt sich Karmela mit Stipe, dem sie viel bedeutet, auf Kreuzfahrt.

## Produktion und Hintergrund

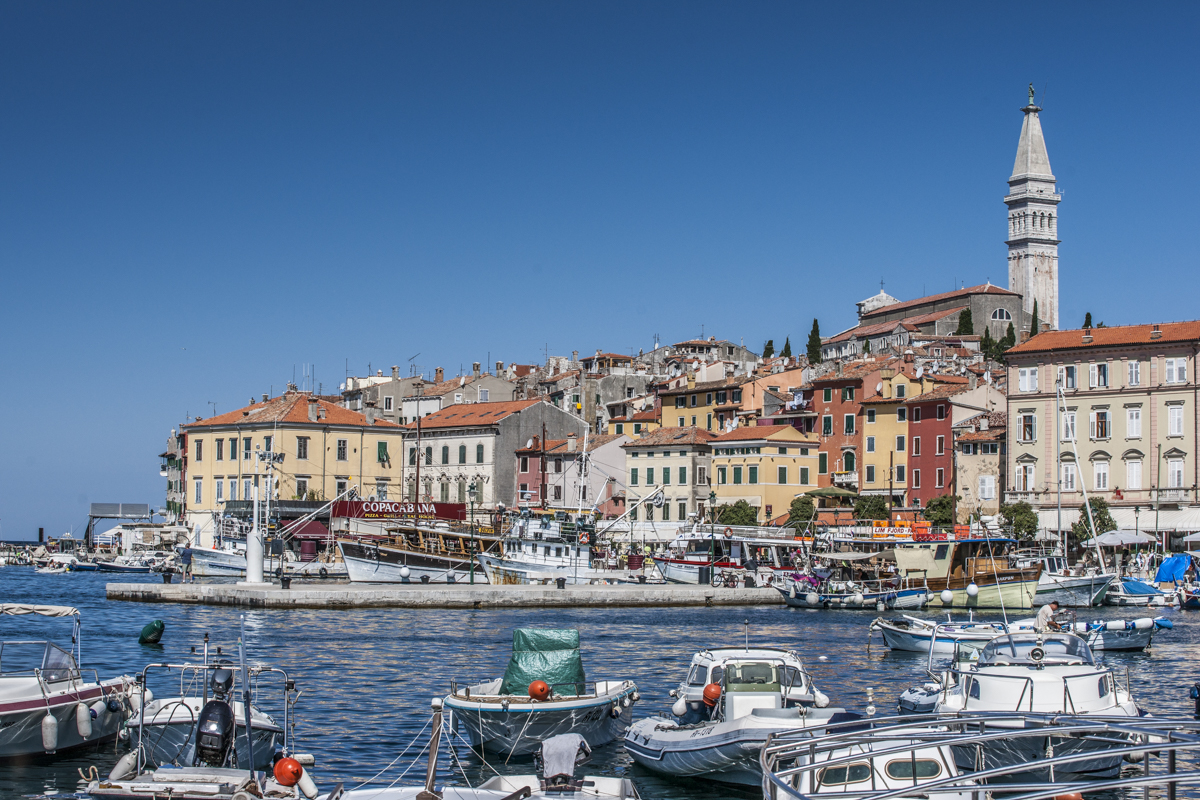
Einer der Drehorte: Der Hafen von Rovinji

Die Dreharbeiten fanden unter dem Arbeitstitel Adriatische Geschichten – Briefe aus Rovinji vom 13. September bis zum 13. Oktober 2011 in Graz in Österreich und in Rovinji in Kroatien statt.
Produziert wurde der Film von der Kärntner Graf Film (Produzent Klaus Graf), beteiligt waren der Österreichische Rundfunk und das ZDF. Unterstützt wurde die Produktion vom Fernsehfonds Austria, von Cinestyria und Graz Wirtschaft.
Die Kamera führte Peter Kappel, die Montage verantwortete Bettina Mazakarini und das Casting Nicole Schmied, die Musik schrieb Yull-Win Mak. Das Kostümbild gestaltete Heike Werner, das Szenenbild Burkhard Stulecker, den Ton Dietmar Zuson und die Maske Monika Puymann und Hedi Mayr-Hassler.

## Rezeption

### Kritiken
Rainer Tittelbach bewertete den Film auf seiner Seite tittelbach.tv mit 3,5 von 6 Sternen und meinte, dass der aus den üblichen Zufällen, aus Romanzen- und Vergangenheitsbewältigungsdramolett-Mustern zusammengeplottete Film durchaus auch erfreuliche Momente besitze, schön anzusehen, stimmig besetzt und zutiefst eskapistisch sei. tvspielfilm.de urteilte: „Alles bekannt, aber halbwegs charmant“ und bezeichnete den Film als TV-Dramödie nach dem bewährten Strickmuster „Eine Frau fängt neu an“. Der Filmdienst.de bezeichnete den Film als herkömmliches Liebesmelodram mit den üblichen Konflikten und Verwicklungen, erzählt vor sonnendurchfluteter Kulisse.

### Quoten
Die Erstausstrahlung am 25. April 2012 im ORF erreichte 702.000 Zuseher bei einem Marktanteil von 24 Prozent. Im ZDF verfolgten bei Erstausstrahlung am 29. April 2012 den Film 5,53 Millionen Zuschauer, der Marktanteil betrug 17,1 Prozent.